# Ставропигия
Ставропи́гия (греч. σταυροπηγία, от σταυρός — «крест» +πήγνυμι — «устанавливать, водружать», букв. «крестоводружение») — статус, присваиваемый православным монастырям, лаврам и братствам, а также соборам и духовным школам, делающий их независимыми от местной епархиальной власти и подчинёнными непосредственно патриарху или синоду. Буквальный перевод «водружение креста» указывает, что в ставропигиальных монастырях крест водружался патриархами собственноручно. Ставропигиальный статус является самым высоким.

## История в России
До середины XV — конца XVI века, до обретения фактической, а затем и юридической автокефалии, в России монастыри, имевшие ставропигиальный статус (как, например, Симонов монастырь близ Москвы), считались ставропигиями Константинопольского Патриарха, бывшего предстоятелем Русской церкви.
С 1588 по 1720 год — в период Российского патриаршества — всего было 55 монастырей, имевших статус ставропигиальных, например, Высоко-Петровский монастырь в Москве занимал 14-ю ступень в лестнице монастырей Патриаршей области.
В Синодальный период статус подразумевал подчинение данной обители прямо Святейшему синоду. К концу XIX века в Российской империи было всего шесть обителей (все мужские), имевших статус ставропигиальных:
1. Новоспасский монастырь в Москве;
2. Донской монастырь в Москве;
3. Симонов монастырь в Москве;
4. Заиконоспасский монастырь в Москве;
5. Новоиерусалимский монастырь в Московской губернии;
6. Соловецкий монастырь в Архангельской епархии.

С 1764 до 1888 год статусом ставропигии обладал также Спасо-Яковлевский Димитриев монастырь в Ростове.

## Современный период в РПЦ
В 1984 году патриарх Пимен предоставил статус ставропигиального женскому Корецкому монастырю Ровенской области УССР в связи с конфликтом между настоятельницей монастыря и экзархом Украины митрополитом Киевским Филаретом (Денисенко).
В 1990-е годы, когда происходила массовая передача закрытых монастырей Московскому патриархату с объявлением наиболее значимых из них «ставропигиальными», смысл термина был частично размыт применительно к Московской епархии, где правящим архиереем является сам Патриарх.

Устав Русской Православной Церкви
Глава IV. Патриарх Московский и всея Руси.
10. Патриарх Московский и всея Руси является Священноархимандритом Свято-Троицкой Сергиевой Лавры, ряда других монастырей, имеющих особое историческое значение, и управляет всеми церковными ставропигиями. Образование ставропигиальных монастырей и подворий в Московской епархии осуществляется указами Патриарха Московского и всея Руси. Образование ставропигий в пределах иных епархий осуществляется с согласия епархиального архиерея по решению Патриарха Московского и всея Руси и Священного Синода.

В действующем (от 2000 года) Уставе РПЦ также говорится: «Ставропигиальные монастыри находятся под начальственным наблюдением и каноническим управлением Патриарха Московского и всея Руси или тех Синодальных учреждений, которым Патриарх Московский и всея Руси благословит такое наблюдение и управление».
По состоянию на конец 2012 года в юрисдикции Русской православной церкви к Патриаршей ставропигии относилось 28 монастырей: 14 мужских и 14 женских, в число которых входит шесть мужских и пять женских обителей, находящихся в Москве (см. Список ставропигиальных монастырей Русской православной церкви).
На территории Украины, то есть в ведении Украинской православной церкви (самоуправляемой церкви с правами широкой автономии) также существуют несколько монастырей, имеющих статус ставропигиальных, которые не управляются Патриархом Московским и всея Руси. Эти монастыри получили свой ставропигиальный статус по решению Священного синода УПЦ и управляются митрополитом Киевским и всея Украины.
На территории Белорусской православной церкви расположены несколько ставропигиальных монастырей, получивших свой статус по решению Священного синода БПЦ и управляемых Патриаршим экзархом всея Беларуси митрополитом Минским и Заславским.

### Современные ставропигиальные соборы в России
- Троицкий собор Троице-Сергиева монастыря
- Морской Никольский собор (Кронштадт)

### Ставропигиальные приходы за пределами России
- Ставропигиальный собор Александра Невского в Таллине (Эстония).
- Ставропигиальный Свято-Владимирский храм-памятник в Джексоне (США).
- Ставропигиальный приход Покрова Пресвятой Богородицы в Манчестере (Англия).
- Ставропигиальный приход Всех Святых в Страсбурге (Франция).
- Ставропигиальный Свято-Троицкий храм в Улан-Баторе (Монголия)[4].
- Ставропигиальный Петро-Павловский приход в Дублине (Ирландия).

С марта 2009 года все «зарубежные» (то есть находящиеся за пределами территории основной юрисдикции РПЦ) ставропигиальные (патриаршие) приходы Московского патриархата считаются находящимися «в непосредственном подчинении Патриарха Московского и всея Руси». Тогда же, «в помощь Патриарху Московскому и всея Руси по каноническому, архипастырскому, административному, финансовому и хозяйственному попечению о зарубежных учреждениях Русской Православной Церкви», был образован специальный секретариат Московского патриархата по зарубежным учреждениям, в июле 2010 года преобразованный в управление Московской патриархии по зарубежным учреждениям, которое возглавляет один из викариев Патриарха Московского.